# Dahlia scapigera
Dahlia scapigera là một loài thực vật có hoa trong họ Cúc. Loài này được (A.Dietr.) Knowles & Westc. mô tả khoa học đầu tiên năm 1840.